# All in the Mind
| Recensione | Giudizio |
| ---------- | -------- |
| AllMusic   |          |

All in the Mind è un singolo del gruppo musicale britannico The Verve, pubblicato il 9 marzo 1992. È il singolo di esordio della band.

## Tracce
Testi e musiche di The Verve.
CD (HUTCD 12)
1. All in the Mind – 4:16
2. One Way to Go – 7:16
3. Man Called Sun – 5:44

12" (HUTT 12)
Lato A
1. All in the Mind
2. Man Called Sun

Lato B
1. One Way to Go

7" (HUT 12)
Lato A
1. All in the Mind

Lato B
1. One Way to Go

## Formazione

### Gruppo
- Richard Ashcroft – voce, chitarra
- Nick McCabe – chitarra
- Simon Jones – basso
- Peter Salisbury – batteria

### Produzione
- Paul Schroeder – produzione, missaggio
- Steve Elswood – ingegneria del suono